# Santa Maria Goretti
La diaconie cardinalice de Santa Maria Goretti (Sainte Maria Goretti) est instituée le 18 février 2012 par Benoît XVI et rattachée à l'église Santa Maria Goretti (it) qui se trouve dans le quartier Trieste au nord de Rome.

## Titulaires
- Prosper Grech, o.s.a (2012-2019)
- Agostino Marchetto (depuis 2023)

### Source
- (it) Cet article est partiellement ou en totalité issu de l’article de Wikipédia en italien intitulé « Santa Maria Goretti (diaconia) » (voir la liste des auteurs).